# Lincoln-Nunatak
Der Lincoln-Nunatak ist ein etwa 800 m hoher und verschneiter Nunatak mit felsiger Westflanke auf der westantarktischen Adelaide-Insel. In der Princess Royal Range ragt er am Ende eines Gebirgskamms auf, der sich vom Mount Mangin in westlicher Richtung erstreckt.
Das UK Antarctic Place-Names Committee benannte ihn 1964 nach Warren David Lincoln (1924–2004) von der Royal Air Force, Pilot des British Antarctic Survey auf der Adelaide-Sation von 1962 bis 1963.